# Cristina Raschia
Cristina Raschia es una cineasta argentina, nacida en Rosario, provincia de Santa Fe.

## Trayectoria
Es Licenciada en Ciencias Sociales y Humanidades, guionista y directora audiovisual.
Trabaja actualmente en el proyecto documental  “Feministas, lo personal es político” (largometraje).
Produce, escribe y dirige institucionales y documentales para empresas públicas y privadas (Bodegas Salentein,  Bodega Carelli, Finca La Anita, J&G y Asociados, CNEA, Observatorio Pierre Auger, etc.) 
Directora de Casting en Tangofilms: publicidad internacional, largometrajes y series para televisión (2003-2017).
Jurado Sección Largometrajes Latinoamericanos en el GRABA.01 Festival Audiovisual de Mendoza (2017)
Designada Jurado por el INCAA en numerosos Concursos de Guiones y Proyectos (1995-2017)
Tutora para el Polo Cuyo del Programa Polos Audiovisuales Tecnológicos de la TDA-Televisión Digital Abierta (2011-2013)
Creadora del Cine Club Mendoza (1983), de la Sala de Cine-Arte David Eisenchlas de la Municipalidad de Mendoza (1990) y del Taller de Cine y Video para Niños y Jóvenes del mismo Municipio (1987)
Docente en la Escuela Regional Cuyo de Cine y Video (ERCCYV – 1998/2001)
Desarrolló el proyecto piloto Film Commission de Mendoza (1998/9) y la Film Commission de San Luis (2002)
Programadora de los ciclos de cine en el Museo Municipal de Arte Moderno de Mendoza (MMAMM, 2002/2010) y en el Microcine Municipal (2011/2015)
Ex becaria del Instituto Goethe (Argentina) y de la New York Film Academy (USA)

## Filmografía
Entre sus trabajos se encuentran:
- Desde mis manos (1987)
- El Tajo (1993)
- Primera Sangre (1998)
- El teorema de Martín (2003)
- Una aventura del pensamiento (2005)
- Mensajeros del Espacio (2005)
- Voces del Universo (2010)
- Memoria de un escrito perdido (2010), a partir de un texto de Graciela Lo Prete.[5][6]
- San Martín entre líneas, documental para televisión, 26 minutos, (2017).[7]

## Reconocimientos
- Primer Premio Concurso Nacional de Cine Independiente de Río Negro, Argentina 1988
- Premio Historias Breves Cero (1992)
- Primer Premio Festival Internacional de Cine de Cartagena, Colombia 1994
- Primer Premio XII Festival Internacional del Uruguay 1994
- Tatu de Oro XXI Jornada Internacional Cinema de Bahia, Brasil 1994
- Premio del Público Festival Internacional de Cine de Huelva, España 1994

## Participaciones
- Kinderkino, Oberhausen. Alemania, 1994
- 2º Festival de Caracas, Cine y Vídeo Latinoamericanos. Venezuela, 1994
- 5º Festival Internacional de Cortometrajes, San Pablo. Brasil, 1994
- 9º Mercado del Cortometraje, Clermont-Ferrand. Francia, 1994.
- 15º Festival Internacional del Nuevo Cine Latinoamericano. La Habana. Cuba, 1993